# دوزخ

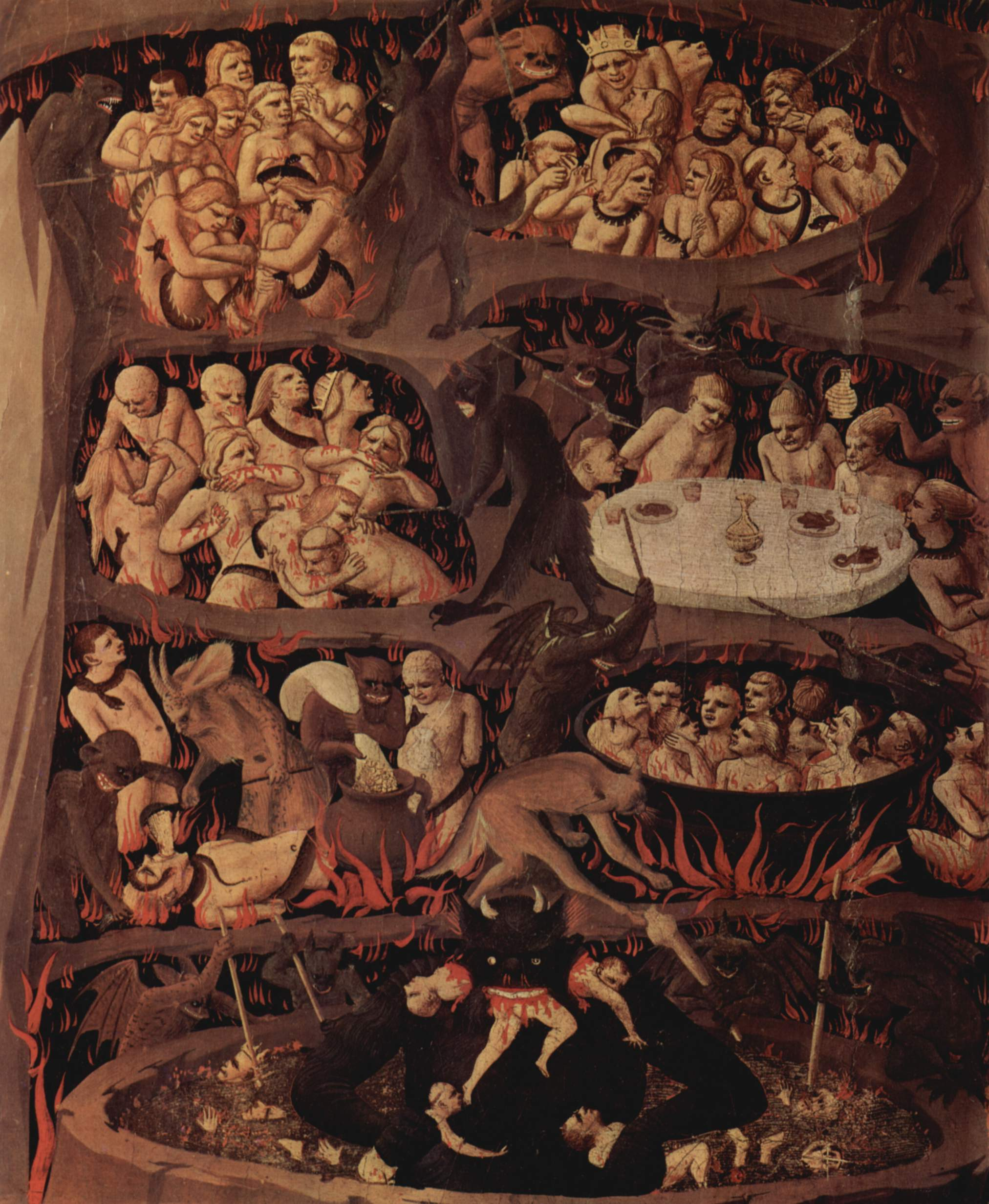
جهنم به توصیف آنجلیکو فرا، اثری به سال ۱۴۳۵ میلادی

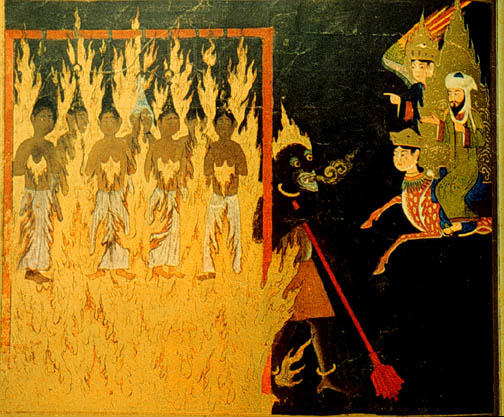
محمد به همراه براق و فرشته جبرئیل از جهنم دیدن می‌کنند و می‌بینند که «زنان بی‌شرم» به خاطر نپوشاندن موهایشان در معرض دید غریبه‌ها تا ابد مجازات می‌شوند. مینیاتور ایرانی از قرن ۱۵ م.

دوزَخ یا جَهَنَّم (از عبری גי(א)-הינום، «دَرّهٔ هینوم»)، در بسیاری عقاید مذهبی و اسطوره‌ای، مکانی برای عذاب ابدی، اغلب پس از رستاخیز، در زندگی پس از مرگ است. از دیدِ بیشترِ ادیان ابراهیمی، دوزخ جایی برای مجازات است.
جهنم، واژه‌ای است عبری (גי(א)-הינום، تلفظ: Gêhinnôm، گِ + هینوم به معنای درهٔ هینوم) که در واقع نام دره‌ای است در اطراف اورشلیم که راه به سمت بیت‌لحم از آنجا پیموده می‌شود. در گذشته‌های دور، کودکان در آنجا برای مولوخ (ارمیا ۷:۳۱) قربانی می‌شدند و بعدها یوشیا پادشاه یهودا، این قربانگاه را به مزبله تبدیل کرد، و آتشی دائمی در آن برافروخت تا کثافات و لاشهٔ حیواناتی که در آن افکنده می‌شد، سوزانده و نابود شود. این آتش تجسمی شد برای دوزخ (شئول در عبری)، و مکانی برای محکومیت و نابودی گناهکاران(متی ۱۸:۸).

## واژه‌شناسی
واژه دوزخ پارسی گرفته شده از واژه پهلوی دُژ-اَخو و آن اشتقاق یافته از واژه دُژنگه است. در آیین زرتشت برای دوزخ سه طبقه قایل شده‌اند. روان گناهکار پس از رسیدن به سر پل چنوت (صراط) در گام اول به دژمت (پندار بد) در گام دوم به دژوخت (گفتار بد) و در گام سوم به دژورشت (کردار بد) داخل شود، سپس از این مهالک گذشته به فضای تیرگی بی‌پایان درآید و در آنجاست دوژنگه، یعنی جهان زشت، که در پارسی دوزخ شده‌است.
جهنم، واژه‌ای است عبری (גי(א)-הינום، تلفظ: Gêhinnôm، گِ + هینوم به معنای درهٔ هینوم) که در واقع نام دره‌ای است در اطراف اورشلیم که راه به سمت بیت‌لحم از آنجا پیموده می‌شود. در گذشته‌های دور، کودکان در آنجا برای خدایی به نام مولوخ (ارمیا ۷:۳۱) قربانی می‌شدند و بعدها «یوشیا» حاکم یهودیه، این قربانگاه را به مزبله تبدیل کرد، و آتشی دائمی در آن برافروخت تا کثافات و لاشهٔ حیواناتی که در آن افکنده می‌شد، سوزانده و نابود شود. این آتش تجسمی شد برای دوزخ (شئول در عبری)، و مکانی برای محکومیت و نابودی گناهکاران(متی ۱۸:۸).

## جهنم در تاریخ

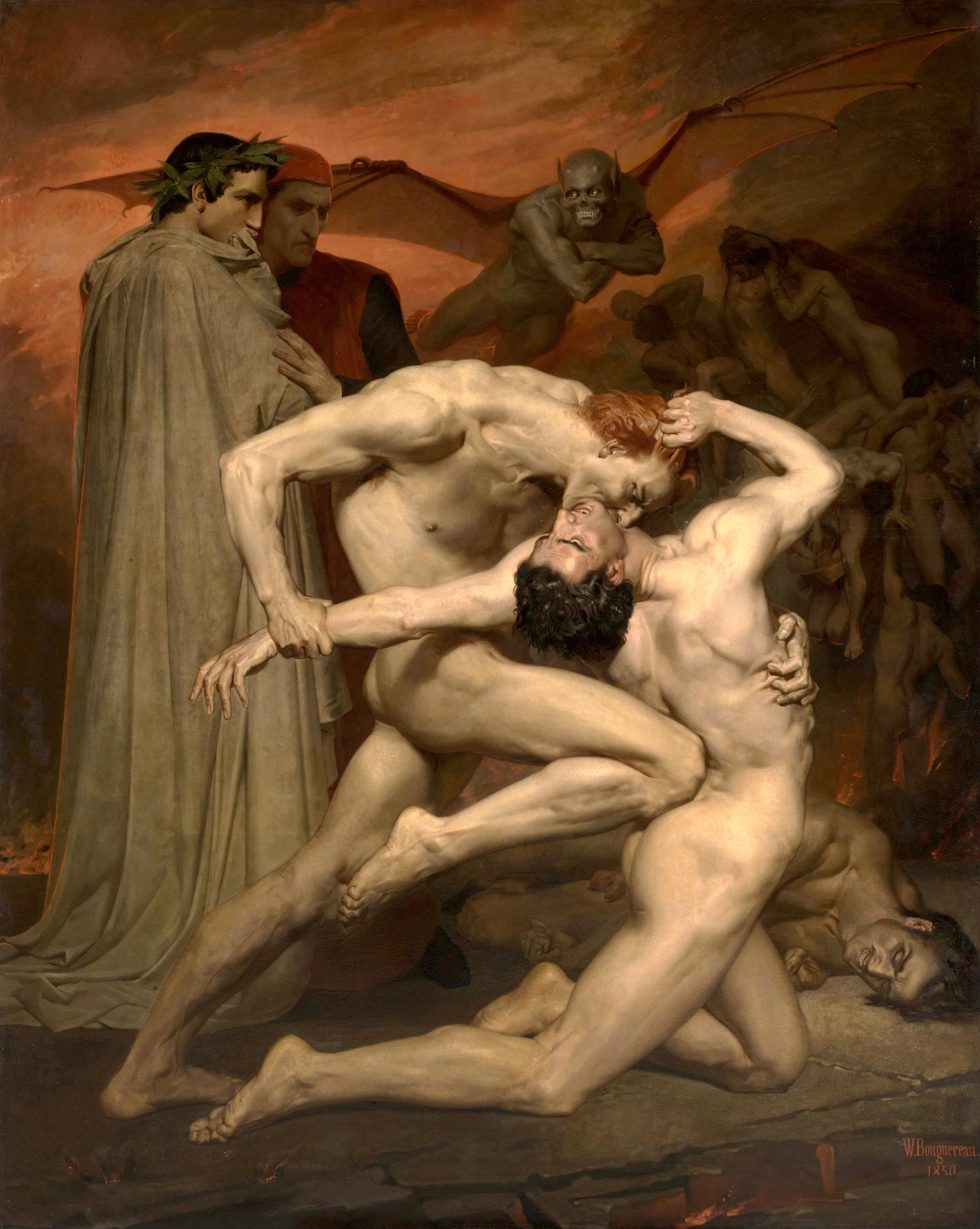
دانته و ویرژیل در دوزخ (۱۸۵۰) از آثار نقاش آکادمیک فرانسوی ویلیام-آدولف بوگرو

### دوزخ اقوام بدوی
تصویر اولیهٔ دوزخ نزد اقوام بدوی (افریقایی‌ها، مغول‌ها، نورس‌ها و ژرمن‌ها، بومیان آمریکا، اسکیموها و…) جهانی مشابه همین جهان بود که افراد در آن به همین زندگی ادامه می‌دهند، بی‌قضاوت و ثواب و عقابی، بلکه هر کس هر چه در اینجا بوده و هر شأن اجتماعی که داشته، آن جا هم همان خواهد بود. هر چند به‌طور کل، آن جهان غم انگیزتر و تاریک تر از این جهان است.
نزد این اقوام ابتدایی، هنوز مفهوم «گناه» و «نافرمانی» چندان شکل نگرفته بوده تا مکانی مخصوص «مجازات» در نظر بگیرند. به همین علت هم در مقابل دوزخ، بهشتی نداشتند تا مکان «پاداش» باشد.

### دوزخ در ادیان شرقی
با پیشرفته تر شدن ساختار اجتماع و به وجود آمدن «نافرمانی»، تصویر دوزخ نیز نزد شرقیان (ساکنان بین‌النهرین، مصریان، هندیان، چینیان و زرتشتیان) پیشرفته تر شد. حال، دوزخ مکانی مخصوص مجازات نافرمانان و گناهکاران بود و محل عذاب‌هایی شدید همچون آتش و قطعه قطعه شدن و در مقابل این دوزخ، بهشتی هم بود برای پاداش به فرمانبرداران از قوانین الهی. نکتهٔ مهم در بیشتر این دوزخ‌ها، شباهت سیر قضاوت و مجازات، به سیر قضایی دادگاه‌های دنیایی آن زمان است. حتی قوانین الهی هر قوم نیز به قوانین اجتماعی شان شباهت داشت.

### دوزخ در میترائیسم
۱۸۰۰ سال پیش از مسیح، میترائیسم سخن از روز قیامت می‌گوید و آتشگاهی را توصیف می‌کند که انسان‌های نیک، آتش آن را چون شیر و عسل و انسان‌های پلید، آن را چون آهن گداخته بر جان خود احساس می‌نمایند. روح مرده سه روز در کنار جسد می‌مانَد و سحرگاهانِ روز چهارم به‌سوی پل چینوت در قلهٔ کوه البرز روان می‌شود. در آنجا دادگاهی در حضور ایزدان سروش، رشن و اشتاد و با نظارت ایندرا و میترا برگزار می‌گردد و با ترازو به کارهای نیک و زشت او رسیدگی می‌شود تامعلوم شود کدامین کفهٔ ترازو سنگین‌تر است. سپس انسان نیک‌سرشت از راهی نورانی به‌سوی پردیس (بهشت) و انسان گناهکار به دره‌ای پرتاب می‌شود و دیوها او را از آنجا به دوزخ می‌رانند)

## ادیان ابراهیمی

### یهودیت
در تورات نامی از دوزخ برده نشده‌ است. هر چند خداوند، خاطیان را به عذاب تهدید می‌کند، اما این عذاب‌ها همه دنیایی‌اند. یهودیان اولیه همچون اقوام بدوی، به دوزخی به نام «شیول» باور داشتند که ارواح نیکوکار و بدکار به یکسان در ظلمات عدم آگاهیِ آن فراموش می‌شدند. باور به قضاوت الهی و دوزخ و بهشت، بعدها و احتمالاً بر اثر برخورد با زرتشتیان، مصریان و یونانیان در میان یهودیان پیدا شد.

### مسیحیت
در بخش‌های متقدم عهد جدید (نامه‌های پولس و پطرس، دو تن از بزرگ‌ترین شخصیت‌های مسیحیت پس از مسیح) سخنی از دوزخ نیست، و در انجیل تنها اشارهٔ مختصری به دوزخ شده‌ است.
دوزخ مسیحی در قرن دوم و بر اثر سختی‌های متحملهٔ نوکیشان از سوی قدرتمندان، شکل گرفت و ترکیبی بود از دوزخ اساطیری یونان و روم و دوزخ یهودی. این تصویر ابتدا مبهم و پریشان بود، و بعدها توسّط آباء کلیسا و مدرسیان، منظم و منسجم شد.
در کتاب مقدس نسخه شاه جیمز، اصطلاح «دوزخ» ۵۴ بار، ۳۱ بار در عهد عتیق و ۲۳ بار در عهد جدید استفاده شده‌ است.
چهار کلمه در کتاب مقدس وجود دارد که به انگلیسی به دوزخ ترجمه می‌شود:
- تارتاروس فقط یک بار در کتاب مقدس ذکر شده‌است.
- شئول: در عهد عتیق ۶۵ بار به کار رفته‌است. نسخه کینگ جیمز آن را به این صورت ترجمه می‌کند، قبر ۳۱ بار، دوزخ ۳۱ بار و گودال ۳ بار. شئول مکان یا جهانی برای همه مردگان در نظر گرفته می‌شد - چه آنها که خوب بودند یا بد هنگامی که به صورت مجازی استفاده می‌شود می‌تواند به معنای عواقب شرارت جهان کنونی باشد، به مرگ نیز تشبیه شده‌ است. برای ذهن عبری، شئول مکانی ناشناخته بود که همه مردم پس از مرگ به آنجا می‌روند. به سادگی برابر کردن آن را با قبر احتمالاً کافی نیست. کلمه عبری دیگری برای قبر وجود دارد. همچنین، یعقوب گفت که به شئول خواهد رفت، جایی که پسرش یوسف در آن بود (پیدایش ۳۷:۳۵)، و او به تازگی به آنجا رفته بود. به او گفتند که یوسف توسط یک حیوان وحشی خورده شد، بنابراین او فکر نمی‌کرد که یوسف در قبر است. عیسی در متی ۸:۱۱ گفت که یعقوب در ملکوت آسمان جشن خواهد گرفت، بنابراین یعقوب پس از مرگ او در محل عذاب یا جدایی از خدا قرار نداشت؛ بنابراین شئول، همان‌طور که برای اولین بار در کتاب مقدس توسط یعقوب استفاده می‌شود، نمی‌تواند معنای «دوزخ» را داشته باشد. شیول هرگز در کتاب مقدس به عنوان مکان مجازات پس از مرگ ذکر نشده‌است.
- هادس: ۹ بار در عهد جدید یونانی یافت شده‌است. نسخه کینگ جیمز آن را ده بار ترجمه کرده‌است. بارها به عنوان دوزخ و یک بار به عنوان قبر.

به نظر می‌رسد هادس همان معنای کلمه شئول عهد عتیق را داشته باشد. هفتادگانی (۲۸۵–۲۴۷ پبش از میلاد) نسخه یونانی عهد عتیق است که سال‌های اولیه کلیسا مورد استفاده قرار گرفت. هفتادگانی از هادس استفاده برای ترجمه شئول استفاده می‌کند.
- جهنا، جهنم کلمه یونانی Gehenna (همچنین با املای Geenna) 12 بار در عهد جدید آمده‌است. جهنم‌دره مکانی شناخته شده در سمت جنوبی اورشلیم بود که برای همه آشنا بود. کلمه «جهنا» املای یونانی کلمات عبری ge hinnom به معنای «دره» است.

### اسلام
بر اساس باورهای اسلامی، جهنم هفت طبقه دارد و هرچه پایین‌تر برود، جای افراد بدتر است. عذاب‌های دوزخ هم روحی هستند هم جسمی. جهنمیان در آنجا جاودانه می‌مانند؛ مگر آنکه خدا بخواهد. برخی از جهنمیان همیشه در آنجا می‌مانند و برخی دیگرهم پس از مدتی بخشوده می‌شوند و به بهشت می‌روند. تنها راه خلاصی از جهنم یا پایان کیفر مقرر است یا شفاعت شفیعان. گناهان برخی کسان چنان سنگین است که در آن جاودانه می‌شوند. جهنم جای عمل نیست و بنابراین نمی‌توان در آنجا با عمل صالح خویش را از عذاب رهانید.
در قرآن برای دوزخ ۷ نام آمده‌است که در روایات از آن‌ها به هفت در یا طبقه سخن رفته‌ است و هر گروهی از یک در وارد یا در آن سکنی می‌گزینند. هاویه-جحیم-سقر-حطمه-سعیر-لظی-جهنم

### بهائیت
در دیانت بهایی جهنم دارای تعبیری متفاوت از اسلام است. بهاییان به جهنم به عنوان تنبیه‌گاهی که انسان در آن آزار و اذیت جسمانی شود اعتقاد ندارند و جهنم را کاملاً روحانی می‌دانند. آن‌ها اعتقاد دارند که روح گناهکار پس از مرگ در مراتب پایین جهان بعدی می‌ماند و صعود نمی‌کند و عدم رضای خدا از اعمال انسان در دنیا سبب واپس‌ماندن روح در دنیای بعد از مرگ و همانا باعث عذاب آن است و جهنم همین است.